# Nihiru
Nihiru o Nikia, es un atolón de las Tuamotu, en la Polinesia Francesa. Administrativamente es una comuna asociada a la comuna de Makemo.

## Geografía
Nihiru está ubicado a 30 km al noreste de Marutea Norte, que es el atolón más cercano, así como a 675 km al este de Tahití y pertenece administrativamente al municipio de Makemo sito 49 km al oeste. Es un atolón aproximadamente rectangular de 14 km de longitud y 10,5 km de anchura máxima con una superficie de tierras emergidas de 20 km² y con una laguna 79 km² desprovisto de pasos al exterior.
Desde un punto de vista geológico, el atolón es la capa coralina (de 205 metros de espesor) que recubre la cumbre del monte volcánico submarino homónimo, que asciende 1.730 metros desde la corteza oceánica, formado hace entre 47,6 y 48,4 millones de años.
En 2012, el atolón estaba habitado por aproximadamente una quincena de personas.

## Historia
La primera mención del atolón fue hecha por el explorador ruso Fabian Gottlieb von Bellingshausen quien desembarcó en él el 13 de julio de 1820, y quien lo denominó Nigeri, nombre bajo el cual aparece sobre ciertos mapas.
En el siglo XIX, Nihiru se incorporó como territorio francés, estando habitado entonces por unas 50 personas en torno a 1850. A mediados de siglo, el atolón fue evangelizado con la fundación de la parroquia de San Benito en 1850 (dependiente desde 2004 de la parroquia de San José de Makemo) y la construcción de la iglesia homónima dependiente de la archidiócesis de Papeete.